# 黑牛肝菌
黑牛肝菌（學名：Boletus aereus）是一種可食用的蘑菇，屬於牛肝菌屬。黑牛肝菌在巴斯克地區和義大利經常被拿來食用，在巴斯克語中黑牛肝菌被稱為，義大利文中是，而法文中則是，意思是黑人的頭，指的是其黑色的菌蓋。和其他的牛肝菌科一樣，它有菌柄和孢子，但是菌蓋下並沒有菌摺。

## 分類
黑牛肝菌最早是由法國醫生和植物學家皮埃爾·比利亞爾於1789年描述的。此物種被分類在牛肝菌屬（[Boletus] 错误：{{Lang}}：文本有斜体标记（帮助））之下的牛肝菌區段，和黑牛肝菌相近的其他菌類包括美味牛肝菌和褐紅牛肝菌（[Boletus pinophilus] 错误：{{Lang}}：文本有斜体标记（帮助））其學名中的源自拉丁文，意思是「黃銅」，指的是其顏色。
在2008年出版，關於此物種在西北美洲的分類學修訂中，真菌學家們已正式將桃紅牛肝菌（[Boletus regineus (regineus)] 错误：{{Lang}}：文本有斜体标记（帮助））從黑牛肝菌中分離，並且獨立成為另一個新物種。

## 外觀

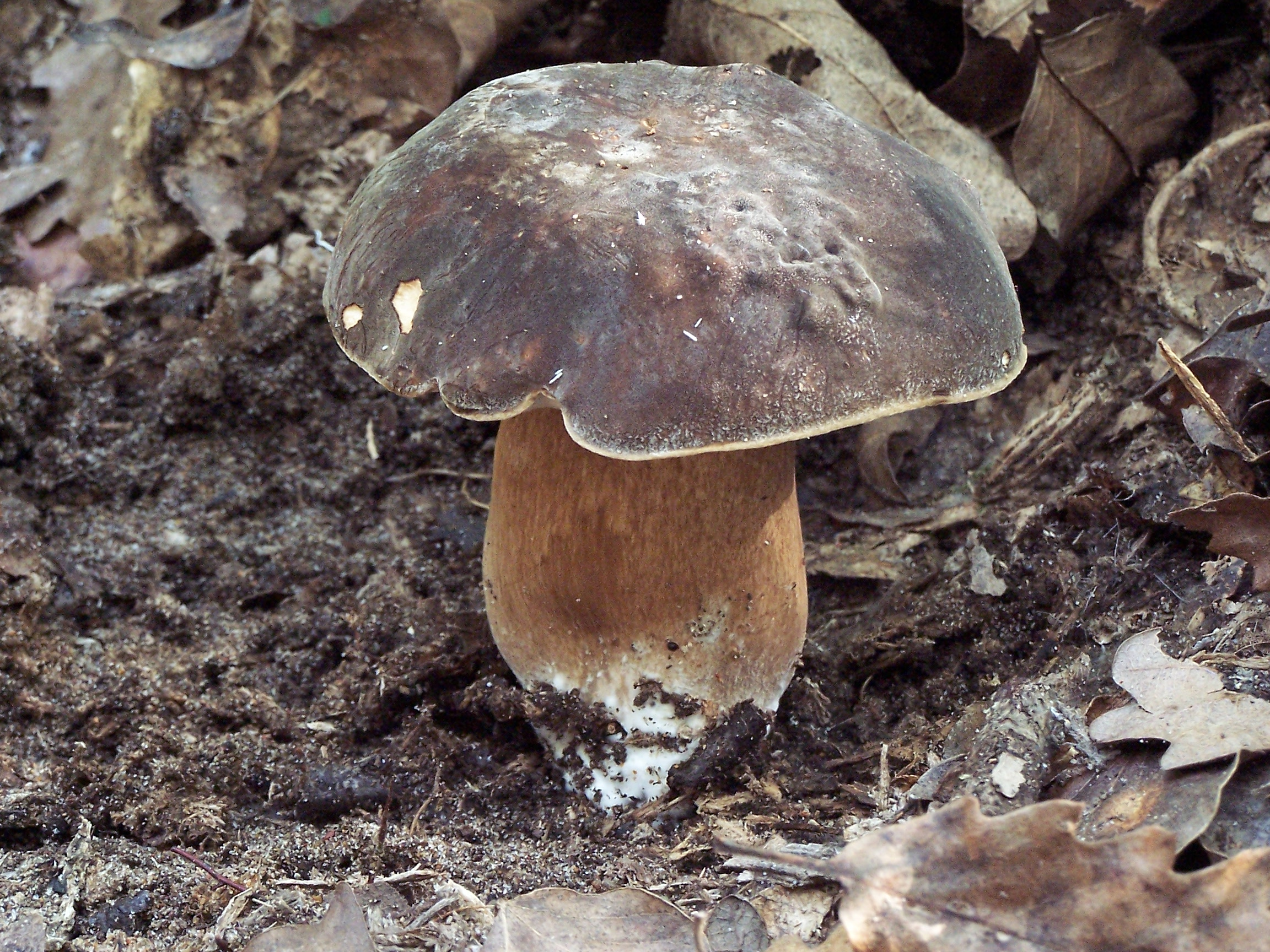
在義大利林地中的黑牛肝菌

成熟的黑牛肝菌的高度平均在7–25厘米（2.8–9.8英寸）之間；在某些案例中甚至有到達40厘米（15.7英寸）的標本。菌蓋呈暗褐色或深雪茄棕色，而菌蓋中央部份則呈黑磚色。菌蓋表面有微小的裂紋，起初有些少毛茸茸，但隨著年齡增加會變得平滑。其菌柄高6–10厘米（2.4–3.9英寸），厚1.1–1.2（0.4–0.5英寸），通常較菌蓋的直徑小。非常穩固，且表面有著網紋狀的紋理。其顏色為粘土粉紅色或淺黃色，而底部顏色則為銹色。其菌肉呈白色，在遭碰傷或切割後的顏色可能不變，亦可能變成葡萄酒色。其味道可口，並且有著強烈的氣味，聞起來類似泥土。其氣孔呈白色或奶油色，但隨著年齡增加會變成硫黃色。而在遭碰傷或切割後的顏色會變成葡萄酒色。孢子未成熟時是灰白色的，之後會轉成黃色。其擔孢子呈橄欖色或褐色，大小為13.5–15.5 x 4–5.5微米。

## 分佈和生長地點
黑牛肝菌主要生長在中南歐地區，偶爾會出現在較高緯度的地區例如英國，而在西北美洲也有極少量的分佈。這種真菌通常在夏天和秋天時出現，並且會在闊葉喬木，尤其是山毛櫸和橡樹下生長。

## 可食性
黑牛肝菌在南歐因其烹飪用途而聞名，評價有時甚至還比美味牛肝菌高。而與黑牛肝菌類似的桃紅牛肝菌（[Boletus regineus] 错误：{{Lang}}：文本有斜体标记（帮助））亦在加州獲業餘者或商人們廣泛地採集，以作食材之用。